# Cyphochilus (Orchidaceae)
Cyphochilus là một chi lan trong phân họ Epidendroideae.

## Các loài
1. Cyphochilus anemophilus Schltr., Repert. Spec. Nov. Regni Veg. Beih. 1: 362 (1912).
2. Cyphochilus bilobus (J.J.Sm.) Schltr., Repert. Spec. Nov. Regni Veg. Beih. 1: 358 (1912).
3. Cyphochilus collinus Schltr., Repert. Spec. Nov. Regni Veg. Beih. 1: 362 (1912).
4. Cyphochilus latifolius Schltr., Repert. Spec. Nov. Regni Veg. Beih. 1: 361 (1912).
5. Cyphochilus montanus (Schltr.) Schltr., Repert. Spec. Nov. Regni Veg. Beih. 1: 361 (1912).
6. Cyphochilus parvifolius Schltr., Repert. Spec. Nov. Regni Veg. Beih. 1: 359 (1912).
7. Cyphochilus rivularis Schltr., Repert. Spec. Nov. Regni Veg. Beih. 1: 360 (1912).
8. Cyphochilus scissosaccus Gilli, Ann. Naturhist. Mus. Wien, B 84: 23 (1980 publ. 1983).